# Nhà thờ Thánh Michael Tổng lãnh thiên thần ở Dražovce
Nhà thờ Thánh Michael Tổng lãnh thiên thần ở Dražovce (tiếng Slovakia: Kostol svätého Michala archanjela v Dražovce) là một nhà thờ tọa lạc trên một ngọn đồi phía trên Dražovce, thuộc địa phận thành phố Nitra, vùng Nitra, Slovakia. Nhà thờ này được mô tả trên tờ tiền 100 koruna của Slovakia phát hành vào năm 1941 và trên tờ tiền 50 koruna phát hành vào năm 1993. Vào ngày 2 tháng 10 năm 1963, nhà thờ được ghi danh vào Danh sách Di tích Trung ương theo quyết định của Bộ Văn hóa Cộng hòa Slovakia.

## Lịch sử
Nhà thờ Thánh Michael Tổng lãnh thiên thần ở Dražovce được xây dựng vào giữa thế kỷ 11 theo phong cách kiến trúc Romanesque. Nhà thờ này là một tòa nhà có một gian giữa và kết thúc bằng một mái vòm hình bán nguyệt.
Công cuộc đại trùng tu nhà thờ này kéo dài từ năm 1993 đến năm 1999. 55 ngôi mộ đã được phát hiện xung quanh nhà thờ. Trong kho mộ này có nhiều tiền xu, đồ trang trí và các bộ quần áo cũ.
Hiện nay, nhà thờ này không được sử dụng thường xuyên. Hàng năm, nhà thờ cử hành thánh lễ vào ngày lễ Thánh Tổng lãnh thiên thần Michael, cụ thể là vào ngày 29 tháng 9.